# Batalla de Ceret
La batalla de Ceret va ser lliurada el 20 d'abril del 1793. Va donar la victòria al general espanyol Antonio Ricardos contra l'exèrcit francès de Gautier Kerveguen, que intentava aturar l'avanç a la ciutat de Perpinyà.

## Antecedents
El govern espanyol va declarar la guerra contra la República Francesa el 17 d'abril del 1793, en resposta a l'execució de Lluís XVI de França. L'exèrcit espanyol, sota el comandament del general Antonio Ricardos va envair el Rosselló per Sant Llorenç de Cerdans, amb uns 25.000 homes i un centenar de peces d'artilleria, va ocupar la ciutat poc defensada d'Arles, i va avançar cap a Perpinyà per la vall del riu Tec.

## L'ordre de batalla
Gautier Kerveguen, a les ordres del general Matthieu La Houlière, va disposar les tropes franceses en dos grups, el primer emboscat entre les oliveres a l'esquerra del camí i la muntanya, mentre que el segon formava entre Ceret i el pont del camí, amb l'artilleria.
Antonio Ricardos va disposar les tropes en tres línies, la primera amb dos regiments i tres companyies, comandada per ell mateix, la segona per quatre companyies, i la tercera amb dos regiments.

## Batalla
Ricardos va iniciar el combat amb l'atac per la dreta del flanc esquerre per part de la infanteria lleugera dels voluntaris de Catalunya i Tarragona amb trets de fuselleria, que va ser resposta pels francesos situats a les oliveres i per dos canons emplaçats davant del pont.
Seguidament el Conde de La Unión va fer prendre dos canons apostats a la carretera d'Arles, fent fugir els francesos i capturant aquestes peces i les del pont. Desbordats i presa l'artilleria, els francesos van fugir al Voló.

## Conseqüències
Aquesta batalla significa l'ocupació espanyola de la vall del Tec en la seva progressió per a la presa de Perpinyà, el suïcidi del general Matthieu La Houlière, que no va suportar la humiliació de la derrota, i que l'exèrcit francès dels Pirineus es dividís en dos, l'exèrcit dels Pirineus occidentals, comandat pel general De Flers i l'exèrcit dels Pirineus orientals, comandat pel general Joseph Servan.